# عين الجوهرية
عين الجوهرية هي إحدى عيون محافظة الأحساء في المنطقة الشرقية في السعودية، وتقع بالقرب من قرية البطالية. تحظى مياه العين بشهرة عالميّة، وتتخد شكل الحوض البيضاوي الكبير وتعتبر من أبرد المياه صيفًا.
تعتبر العين مصدرًا لسقاية عدة بساتين في المنطقة، مثل بستان الشعبة. يعود تسميتها بهذا الاسم إلى رجل قديم يدعى جوهر. يقدّر تدفّق المياه فيها إلى حوالي ثلاث آلاف غالون في الدقيقة الواحدة، وهي عين متوسطة الحجم.

## الموقع
تعدّ عين الجوهريّة جزءًا من واحة الأحساء، وهي أكبر واحات السعودية، والتي تعتبر خامس موقع سعودي ينضم لقائمة التراث العالمي في اليونسيكو. تتميّز طبيعة المياه فيها بوفرتها وعذوبتها، وتتشكّل من 32 عينًا تمتد إلى مجموعة أنهار مختلفة. تقع العين تحديدًا في غرب قرية البطاليّة وشمال شرق قرية قودية، وسط النخيل وشمال شرق المبرز، ويوجد بالقرب منها جامعة الملك فيصل وبحيرة الأصفر وثانوية هشام بن عبد الملك. بالإضافة إلى ذلك، هناك تنوع ديني في المنطقة، حيث تعدّ نسبة الشيعة فيها 40% والسنة 60%.

## التاريخ
يعود أصل العين إلى فترة قديمة في تاريخ الأرض ويقدّر عمرها بعشرات آلاف السنين. ولدى أهالي منطقة الأحساء ذكريات تاريخيّة مع العين. ذكرها بن مقرب العيوني في شعره قائلًا:
"ألا يالقومي الأكرمين متى أرى بنا النخيل تهوي مطلقات صروعها
فخير لعمري من بساتين مرغم على ذي المجاري طلح نجد وشوعها

ومن ماء نهر الجوهرية لوصفها ذباية حسيَ لايرجى نبوعها"

## الإستخدامات
لدى عين الجوهرية فوائد إقتصاديّة وإجتماعيّة. من خلال إستخدامها في الري والسقاية، تساهم العين في إثراء القطاع الزراعي في البلاد وخصوصًا مجال زراعة الفواكه والخضراوات والحبوب.، كما يقول الباحث فريدريكو شمد فيدال في كتاب واحة الأحساء. كما تعطي سكان المنطقة خيارًا للإستجمام والسباحة فيها، حيث إن الدخول إليها مجاني ويتوفّر بالقرب منها مطعم، سوق ودورات مياه. وتعدّ تجمعًا ترفيهيّا خصوصًا في رمضان، حيث يقضون فيها عدّة ساعات قبل موعد الإفطار. يذكر إن عين الجوهريّة أهميّة كبرى لمدينة الهفوف، حيث تأسست المدينة على ضفافها وساهمت في بنائها وتطويرها على مدار السنوات.